# Macqueville
Macqueville ist eine westfranzösische Gemeinde mit 296 Einwohnern (Stand 1. Januar 2022) im Département Charente-Maritime in der Region Nouvelle-Aquitaine. Die Bewohner werden Macquevillois und Macquevilloises genannt.

## Lage
Macqueville liegt in einer Höhe von ca. 50 Metern ü. d. M. etwa 17 Kilometer (Fahrtstrecke) nordöstlich von Cognac im Norden der Kulturlandschaft des Angoumois. Der Hauptort des Arrondissements, Saint-Jean-d’Angély liegt etwa 35 Kilometer nordwestlich; die sehenswerte Kleinstadt Matha befindet sich nur etwa 15 Kilometer entfernt in derselben Richtung.

## Wirtschaft
Aus einer mittelalterlichen Urkunde ist zu entnehmen, dass in der Gegend Weizen, Wein, Hirse, Pastinaken, Bohnen als Nahrungspflanzen, aber auch Hanf und Lein als Nutzpflanzen zur Herstellung von Geweben, Seilen oder Säcken angebaut wurden. Macqueville liegt im Anbaugebiet der Fins Bois innerhalb der Weinbauregion der ausschließlich weißen Cognac-Weine Ugni Blanc, Folle Blanche und Colombard. Daneben werden auch Getreide (Weizen, Mais) sowie Futtermittel angebaut.

## Bevölkerungsentwicklung
Hatte der Ort um 1800 noch etwa 600 Einwohner, so war die Bevölkerungszahl nach der Reblauskrise Ende des 19. Jahrhunderts bereits geschrumpft; die zunehmende Maschinisierung der Landwirtschaft seit den 1950er Jahren und die damit einhergehende Vernichtung von Arbeitsplätzen ließ die Bevölkerung nochmals deutlich sinken.
| Jahr      | 1968 | 1975 | 1982 | 1990 | 1999 | 2007 | 2017 |
| Einwohner | 421  | 356  | 305  | 276  | 294  | 297  | 290  |

## Geschichte
Man vermutet, dass sich der Ortsname von einer nahe der Via Agrippa, der antiken Verbindung zwischen Bordeaux (Burtigala), Saintes (Mediolanum) und Clermont (Augustonemetum) gelegenen römischen Villa rustica ableitet. Aus einem Schriftdokument des Jahres 1686 geht hervor, dass der Ort dem Seigneur de Montespan gehörte, 80 Feuerstellen hatte und die Böden gut für den Anbau von Getreide und Wein geeignet seien.

## Sehenswürdigkeiten

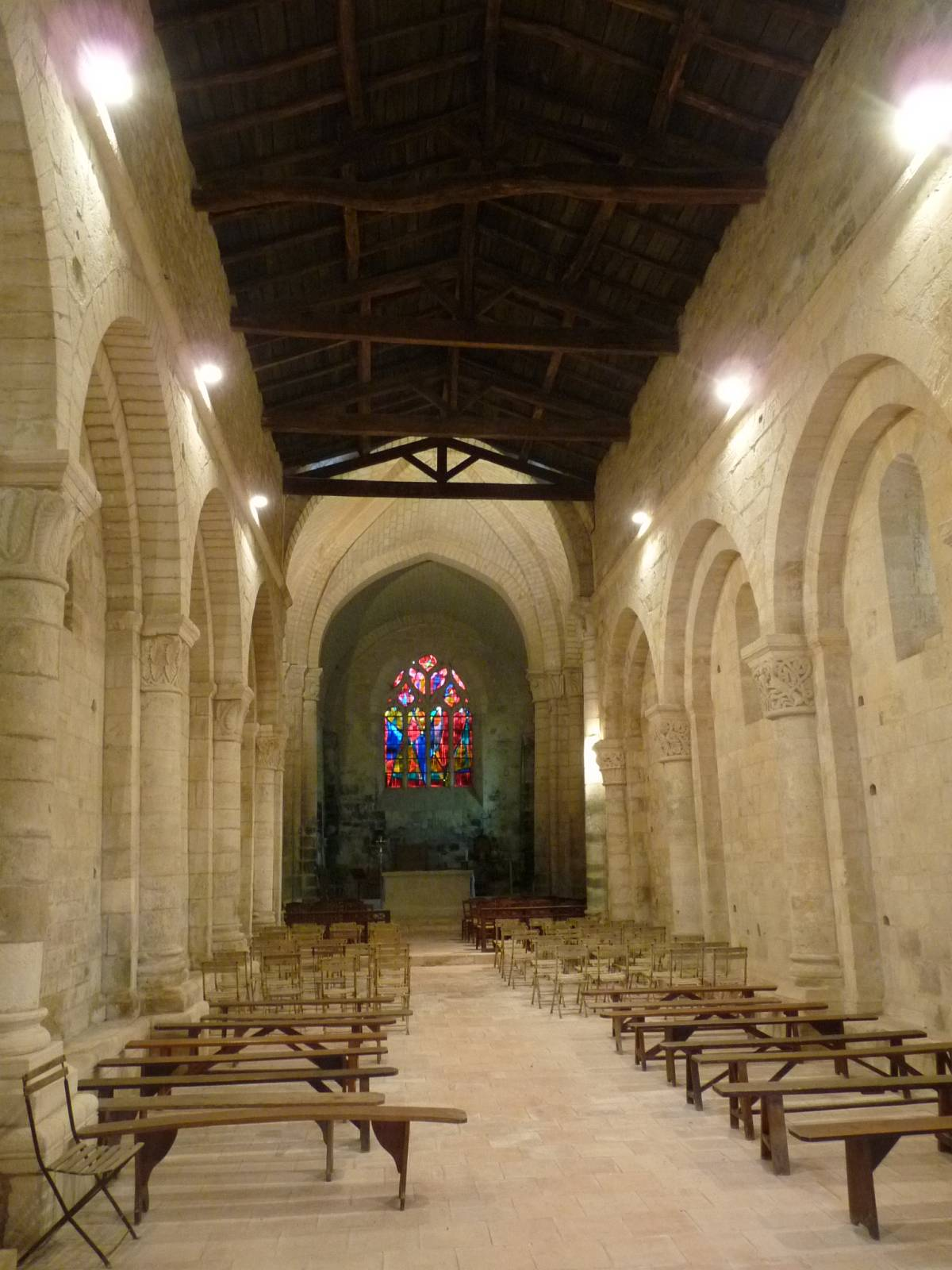
Kirche Saint-Étienne, Inneres

Siehe auch: Liste der Monuments historiques in Macqueville
- Die romanische Kirche Saint-Étienne ist – trotz ihres auf den ersten Blick unspektakulären Äußeren – die bedeutendste Sehenswürdigkeit des Ortes. Die Westfassade ist weitgehend ungegliedert und schmucklos; das Portalgewände hat vier eingestellte Säulchen und einen gezackten Bogen, ein Dekorelement, welches sich im Bogenlauf des Westfensters wiederholt. Unterhalb des Giebelfeldes findet sich ein einfacher Konsolenfries. Das Portal auf der Nordseite ist dagegen entschieden reicher geschmückt: Drei Säulen auf jeder Seite tragen die Archivolten, die mit abstrakt-vegetabilischen Motiven verziert sind; der äußere Bogenlauf zeigt diverse Fabeltiere mit einem Agnus Dei in der Mitte, dem ein Engel mit einem Weihrauchbecken seine Achtung erweist. Der abschließende Konsolenfries zeigt tierische und menschliche Figuren sowie Monstren, die im Begriff sind, Menschen zu verschlingen. Im Gegensatz zur südlichen Außenwand ist die der Nordseite durch große Blendbögen gegliedert; der Turm hat eine seitliche Wendeltreppe (vis), ist aber im oberen Teil unvollendet geblieben. Das einschiffige Innere der Kirche überrascht durch eine reiche Wandgliederung aus doppelten Blendbögen und Halbsäulenvorlagen mit schönem Kapitellschmuck, der vorwiegend aus Ranken- und Blattwerk besteht, aber auch einige figürliche Motive sind zu erkennen. Vierung, Querhaus und spätgotischer Flachchor haben steinerne Gewölbe anstelle des hölzernen Dachstuhls im Langhaus. Die Kirche wurde im Jahre 1931 als Monument historique[1] klassifiziert.

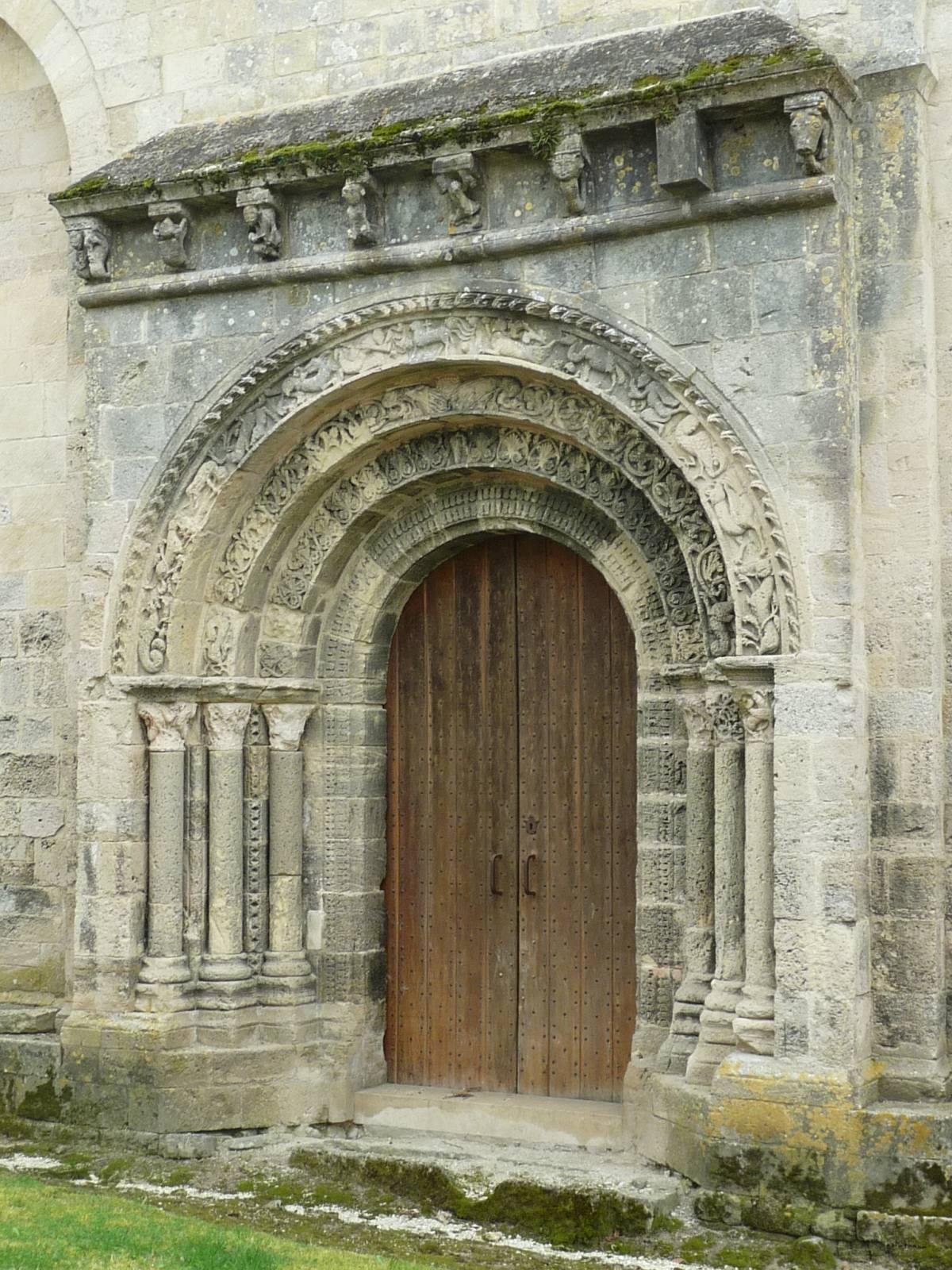
Nordportal
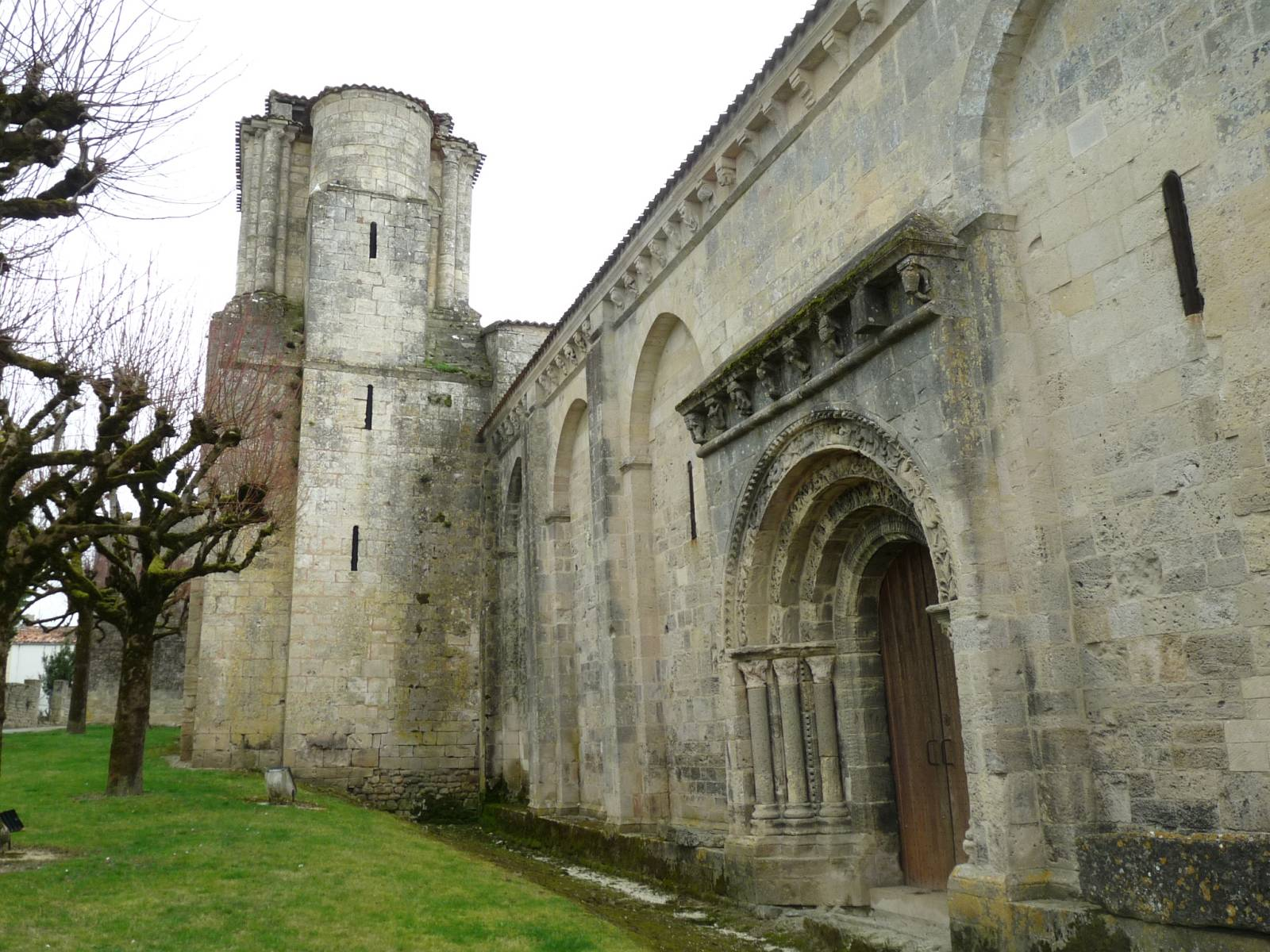
Nordseite

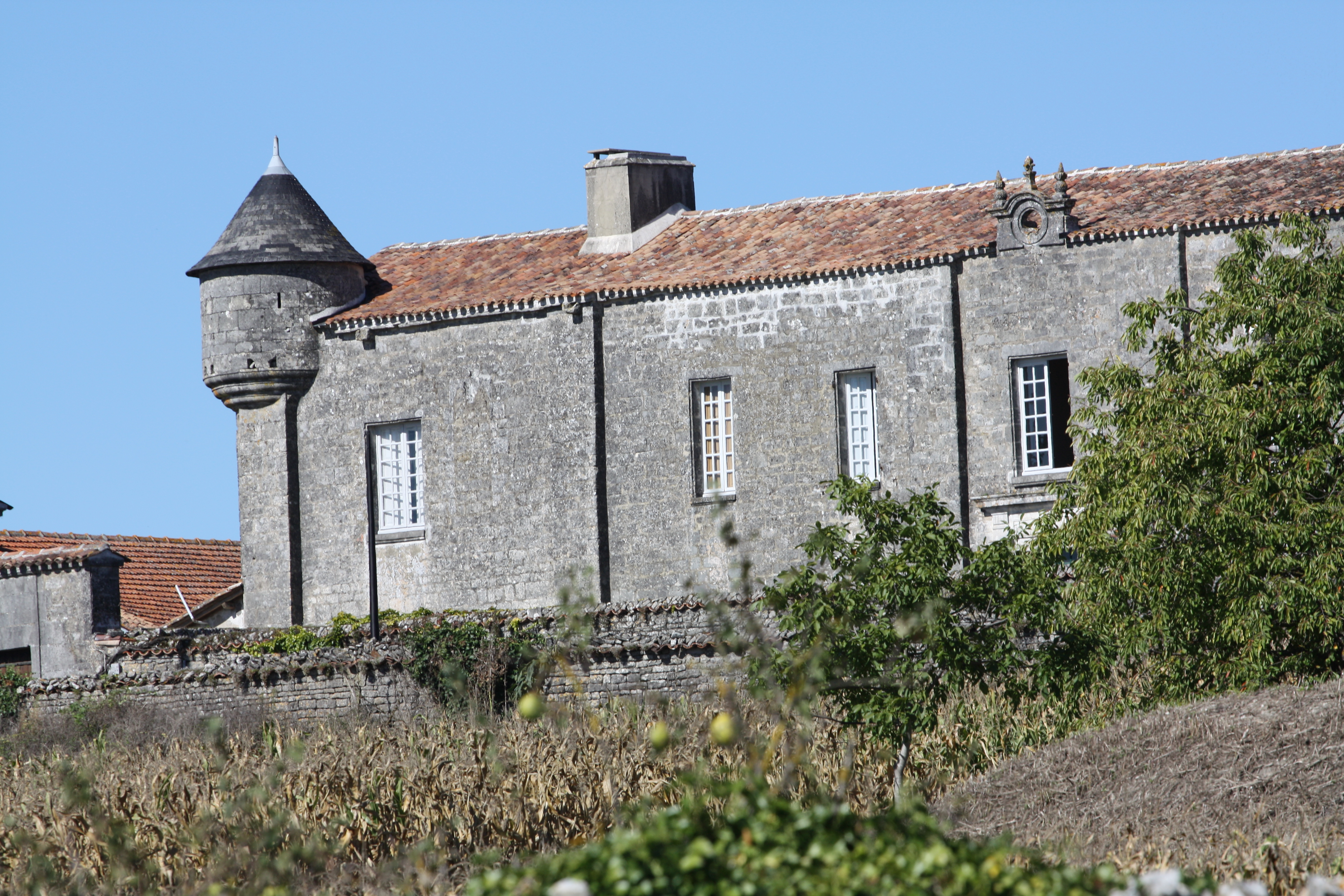

- Vom ehemaligen Château de Bouchereau aus dem 12. Jahrhundert sind nur spärliche Reste erhalten, darunter der Teil einer Fassade mit seitlich aufsitzender Pfefferbüchse aus dem 16. Jahrhundert, seit 1997 einschließlich der Wandtäfelung im oberen Stockwerk als Monument historique eingeschrieben
- Im Jahre 2004 wurde eine Art Themenpark zum Thema 'Wein' (le cep enchanté) eingerichtet.